# سد درونتا
سد درونتا ((بالبشتوية: درونټه برېښناکوټ)‏ (بالإنجليزية: Darunta Dam)‏) هو سد لتوليد الطاقة الكهرومائية يقع على نهر كابول بالقرب من دارونتا، حوالي 7 كم غرب جلال أباد، عاصمة إقليم ننجرهار في شرق أفغانستان.

## بناء السد
تم بناء سد دارونتا من قبل شركات الاتحاد السوفيتي (اتحاد الجمهوريات الاشتراكية السوفياتية) في عام 1964  وتحتوي محطة الطاقة الخاصة به على ثلاثة توربينات عمودية من كابلان (مروحة ذات ستة شفرات) بإنتاج مقدر يبلغ 3.85 ميغاواط لكل منهما. في الأصل، كان السد يزود 40 إلى 45 ميغاواط من الطاقة الكهربائية. ولكن غمر النظام وتلف خلال الحرب الأهلية الأفغانية مما قلل من إنتاجه الفعلي إلى 11.5 ميغاواط. ألحقت حرب عام 1992 أضرارًا جسيمة بسد درونتا. السد حاليًا في حالة سيئة للغاية ويتطلب إعادة تأهيل كبيرة بما في ذلك الاستبدال المحتمل لجميع التوربينات الثلاثة.

## خطة إعادة التاهيل
تعاقدت الوكالة الأمريكية للتنمية الدولية (بالإنجليزية: ANHAM)‏ على إعادة تأهيل محطة دارونتا للطاقة الكهرومائية. إعادة التأهيل مازلت جارية وتاريخ الانتهاء المتوقع هو31 يناير 2012. في 4 مارس 2013، أفادت ودسام أن الوكالة الأمريكية للتنمية الدولية علقت مساعداتها للمشروع بسبب فشل الحاكم غول آغا شيرزاي في الوفاء بوعده بتمويل 10٪ من التكلفة الإجمالية للمشروع البالغ 11 مليون دولار أمريكي.

## روابط خارجية
- ورقة معلومات مشروع الوكالة الأمريكية للتنمية الدولية في أفغانستان (2004): محطة دارونتا للطاقة الكهرومائية - إعادة التأهيل